# Culture superorganique
Dérivé du terme anglais « superorganic », le concept de culture superorganique renvoie à une approche spécifique de la culture, décrite dès le premier quart du XXe siècle par les anthropologues américains Alfred Louis Kroeber (The superorganic, 1917) et Robert Harry Lowie. Très populaire au sein des sciences sociales telles que l'anthropologie, la sociologie ou la géographie, notamment à la fin du XIXe siècle et dans une large moitié du XXe siècle, cette dernière a cependant été remise en cause et rejetée par de nombreux chercheurs depuis le tournant culturel postmoderne des années 1970.  
Cette approche assimile l'idée de culture à un processus holistique, tendant à constituer un ensemble supérieur à la somme de ses parties. En d'autres termes, la culture est appréhendée ici tel un "tout" et perçue comme une forme supra-naturelle qui répond avant tout de sa propre initiative, comme une entité supérieur à l’homme et non réductible à des actions individuelles.
Bien que certains chercheurs tels que Leslie White ou Mark Hanna Watkins aient entrevu (dès cette époque[Quand ?]) le rôle relatif mais effectif d’individus dans l’existence d’une culture, la théorie holistique qui s’y rattache est apparue comme dominant les approches conceptuelles au sein des sciences sociales, participant ainsi de l’idée d’une culture indépendante (Kroeber) et active, qui liait les individus par la force d’entités externes telles que les lois ou bien encore les valeurs. Les individus étaient interprétés ici en tant que purs agents dont les actions étaient déterminées par des causes transcendantales.
Dès lors, la culture était envisagée comme une force extérieure aux individus, comme un ensemble de faits sociaux qui dépassaient mais modifiaient également les actions individuelles à l’image de ce qu'affirme le géographe américain Carl Sauer, chef de file de l'École de Berkeley, considérant[Qui ?] que la géographie humaine par exemple, devait privilégier à l’ « organique », les institutions ou bien même la culture.
Une pareille vision de la culture a pourtant trouvée ses limites au regard de la faiblesse de ses approches « scientifiques ». En effet, il semble que la notion même de culture superorganique, prônée et mise en avant par de nombreux anthropologues, sociologues ou encore géographes, ne puisse véritablement être liée à des données empiriques et de plus exclut (Duncan), par sa forme même, toute considération ou critique d’ordre social ou même psychologique.

## Source et bibliographie
- (en) The superorganic in American cultural geography; James S. Duncan; Annals of the association of American geographers; 1980 by the Association of American Geographers.Vol. 70, No. 2, June 1980